# BFS 14
BFS 14 è un'estesa nebulosa a emissione visibile nella costellazione di Cassiopea.
Si individua a cavallo del confine con Cefeo, poco a sudovest della vicina nebulosa IC 1470; il periodo più indicato per la sua osservazione nel cielo serale ricade fra i mesi di luglio e dicembre ed è notevolmente facilitata per osservatori posti nelle regioni dell'emisfero boreale terrestre, dove si presenta circumpolare fino alle regioni temperate calde.
Si tratta di un debole ed esteso sistema di gas ionizzato situato sul Braccio di Perseo alla distanza di almeno 2400 parsec (circa 13700 anni luce), entro un diametro di alcune centinaia di parsec dall'associazione stellare Cepheus OB1. Gli autori del catalogo di riferimento riportano una nota secondo la quale questa nebulosa potrebbe essere legata alla regione H II compatta Sh2-156, con la quale condivide anche una stima di distanza paragonabile; alcuni studi tuttavia indicano per quest'ultima una distanza nettamente superiore, attorno ai 4800 parsec. La stella responsabile della sua ionizzazione sarebbe HD 217490, una supergigante blu di classe spettrale B0.5Ia.